# Nombres d'Euler
Pour les articles homonymes, voir Nombre d'Euler.
Les nombres d'Euler {\displaystyle E_{n}} forment une suite d'entiers naturels définis par le développement en série de Taylor suivant :
{\displaystyle {\frac {1}{\cos x}}=\sum _{n=0}^{\infty }E_{n}{\frac {x^{2n}}{(2n)!}}}
On les appelle aussi parfois les nombres sécants, du nom de la fonction sécante, {\displaystyle \sec =1/\cos }. Ils forment la suite A000364 de l'OEIS.

## Premiers nombres d'Euler
Les premières valeurs sont :
{\displaystyle E_{0}=}  1
{\displaystyle E_{1}=}  1
{\displaystyle E_{2}=}  5
{\displaystyle E_{3}=}  61
{\displaystyle E_{4}=}  1 385
{\displaystyle E_{5}=}  50 521
{\displaystyle E_{6}=}  2 702 765
{\displaystyle E_{7}=}  199 360 981
{\displaystyle E_{8}=} 19 391 512 145
{\displaystyle E_{9}=} 2 404 879 675 441
Les nombres d'Euler apparaissent dans le développement en série de Taylor de la fonction sécante :
{\displaystyle \sec x={\frac {1}{\cos x}}=1+E_{1}{\frac {x^{2}}{2!}}+E_{2}{\frac {x^{4}}{4!}}+E_{3}{\frac {x^{6}}{6!}}+\dots }
et, dans la version alternée de la série, dans celui de la fonction sécante hyperbolique :
{\displaystyle {\frac {1}{\cosh x}}=1-E_{1}{\frac {x^{2}}{2!}}+E_{2}{\frac {x^{4}}{4!}}-E_{3}{\frac {x^{6}}{6!}}+\dots }.
Ils apparaissent aussi en combinatoire comme nombres de configurations zig-zag de taille paire : {\displaystyle E_{n}=A_{2n}}. Une configuration zig-zag de taille {\displaystyle n} est une liste de {\displaystyle n} nombres réels z1,..., zn tels que
{\displaystyle z_{1}>z_{2}<z_{3}>z_{4}\dots }
Deux configurations sont considérées comme identiques si les positions relatives de tous les nombres {\displaystyle z_{k}} sont les mêmes.
Les polynômes d'Euler sont construits avec les nombres d'Euler à partir de cette fonction génératrice.

## Formules explicites

### Sommations
Une formule explicite pour les nombres d'Euler est [réf. souhaitée] :
{\displaystyle E_{n}=(-1)^{n}\mathrm {i} \sum _{k=1}^{2n+1}\sum _{j=0}^{k}{k \choose j}{\frac {(-1)^{j}(k-2j)^{2n+1}}{2^{k}\mathrm {i} ^{k}k}}}
où i est le nombre complexe tel que i2 = −1.

### Sommes sur les partitions
Le nombre {\displaystyle E_{n}} s'exprime comme somme sur les  partitions paires de {\displaystyle 2n} :
{\displaystyle E_{n}=(-1)^{n}(2n)!\sum _{0\leq k_{1},\ldots ,k_{n}\leq n}~\left({\begin{array}{c}K\\k_{1},\ldots ,k_{n}\end{array}}\right)\delta _{n,\sum mk_{m}}\left({\frac {-1~}{2!}}\right)^{k_{1}}\left({\frac {-1~}{4!}}\right)^{k_{2}}\cdots \left({\frac {-1~}{(2n)!}}\right)^{k_{n}},}
et aussi comme  somme sur les partitions impaires de {\displaystyle 2n-1} :
{\displaystyle E_{n}=-(2n-1)!\sum _{0\leq k_{1},\ldots ,k_{n}\leq 2n-1}\left({\begin{array}{c}K\\k_{1},\ldots ,k_{n}\end{array}}\right)\delta _{2n-1,\sum (2m-1)k_{m}}\left({\frac {-1~}{1!}}\right)^{k_{1}}\left({\frac {1}{3!}}\right)^{k_{2}}\cdots \left({\frac {(-1)^{n}}{(2n-1)!}}\right)^{k_{n}},}
où, dans les deux cas, {\displaystyle K=k_{1}+\cdots +k_{n}} et
{\displaystyle \left({\begin{array}{c}K\\k_{1},\ldots ,k_{n}\end{array}}\right)\equiv {\frac {K!}{k_{1}!\cdots k_{n}!}}}
est un coefficient multinomial. La notation du delta de Kronecker dans ces formules restreint la somme aux {\displaystyle k_{i}} tels que {\displaystyle 2k_{1}+4k_{2}+\cdots +2nk_{n}=2n} et
{\displaystyle k_{1}+3k_{2}+\cdots +(2n-1)k_{n}=2n-1}, respectivement.  
Par exemple,
{\displaystyle {\begin{aligned}E_{5}&=-10!\left(-{\frac {1}{10!}}+{\frac {2}{2!8!}}+{\frac {2}{4!6!}}-{\frac {3}{2!^{2}6!}}-{\frac {3}{2!4!^{2}}}+{\frac {4}{2!^{3}4!}}-{\frac {1}{2!^{5}}}\right)\\&=-9!\left(-{\frac {1}{9!}}+{\frac {3}{1!^{2}7!}}+{\frac {6}{1!3!5!}}+{\frac {1}{3!^{3}}}-{\frac {5}{1!^{4}5!}}-{\frac {10}{1!^{3}3!^{2}}}+{\frac {7}{1!^{6}3!}}-{\frac {1}{1!^{9}}}\right)\\&=50\,521.\end{aligned}}}

### Avec un déterminant
{\displaystyle E_{n}} est aussi donné par le déterminant[réf. souhaitée] :
{\displaystyle {\begin{aligned}E_{n}&=(2n)!~{\begin{vmatrix}{\frac {1}{2!}}&1&~&~&~\\{\frac {1}{4!}}&{\frac {1}{2!}}&1&~&~\\\vdots &~&\ddots ~~&\ddots ~~&~\\{\frac {1}{(2n-2)!}}&{\frac {1}{(2n-4)!}}&~&{\frac {1}{2!}}&1\\{\frac {1}{(2n)!}}&{\frac {1}{(2n-2)!}}&\cdots &{\frac {1}{4!}}&{\frac {1}{2!}}\end{vmatrix}}.\end{aligned}}}

## Application
Les nombres d'Euler apparaissent dans les expressions exactes des séries alternées : {\displaystyle \beta (2k+1)=\sum _{n=0}^{\infty }{\frac {(-1)^{n}}{(2n+1)^{2k+1}}}={\frac {E_{k}}{2(2k)!}}\left({\frac {\pi }{2}}\right)^{2k+1}}, voir à fonction bêta de Dirichlet.